# 레전즈 풋볼 리그

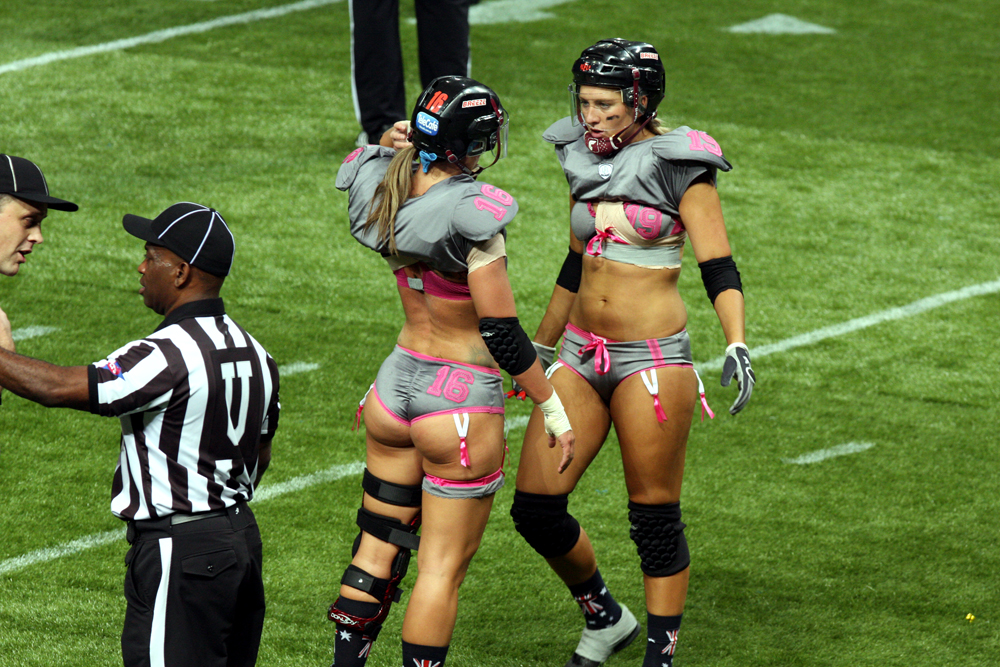

레전즈 풋볼 리그(Legends Football League, LFL)는 미국에서 행해지는 여성 실내 미식축구 리그이다. 7인제 미식축구로, 유니폼이 브래지어와 란제리이다. 2012년까지는 란제리 풋볼 리그(Lingerie Football League)라는 명칭이었지만, 2013년 시즌부터 현재 이름으로 개칭되었다.